# Orquesta Sinfónica de la WDR de Colonia
La Orquesta Sinfónica de la WDR de Colonia, también conocida como Orquesta Sinfónica de la Radio de Colonia u Orquesta Sinfónica de la WDR es una orquesta sinfónica en Colonia, Alemania que fue fundada en 1947  por las autoridades aliadas durante la ocupación posterior a la Segunda Guerra Mundial y muy conocida por sus interpretaciones de música del siglo XX, habiendo encargado y estrenado música de compositores como Luciano Berio, Hans Werner Henze, Mauricio Kagel, Krzysztof Penderecki, Igor Stravinski, Karlheinz Stockhausen y Bernd Alois Zimmermann, entre otros.
Ha trabajado y grabado con directores como Otto Klemperer, Sir Georg Solti, Dimitri Mitropoulos, y Claudio Abbado. Cada temporada ofrece unos cuarenta conciertos en la Philharmonie de Colonia difundidos por la WDR. También realiza giras por todo el mundo siendo la primera orquesta alemana en interpretar en Tokio la integral de sinfonías de Mahler (bajo la dirección de Gary Bertini, gran especialista en el compositor, de 1990 a 1991).
No debe ser confundida con la Orquesta Radiofónica de la WDR de Colonia, formación hermana igualmente bajo el paraguas de la WDR, y fundada también en 1947, especializada en repertorio de música popular contemporánea. 

## Directores
- Christoph von Dohnányi (1964–1969)
- Zdenek Macal (1970–1974)
- Hiroshi Wakasugi (1977–1983)
- Gary Bertini (1983–1991)
- Hans Vonk (1990–1997)
- Semyon Bychkov (1997–2010)
- Jukka-Pekka Saraste (2010-actualidad)

## Discografía seleccionada
- Luciano Berio (1925-2003): Coro für Chor und Orchester (Luciano Berio)
- Johannes Brahms (1833-1897): Symphonies 1-4 (Semyon Bychkov)
- Anton Bruckner (1824-1896): Symphonies 1-9 (Günter Wand)
- Gustav Mahler (1860-1911): Symphonies 1-10 (Gary Bertini)
- Dmitri Shostakóvich (1906-1975): Symphonies 1-15 (Roudolf Barchaï)
- Franz Schubert (1797-1828): Symphonies 1-9 (Günter Wand)
- Robert Schumann (1810-1956): Symphonies 1-4 (Hans Vonk)
- Karlheinz Stockhausen (*1928): Gruppen (Karlheinz Stockhausen, Bruno Maderna, Pierre Boulez)
- Richard Strauss (1864-1949): Elektra (Semyon Bychkov, Deborah Polaski)
- Richard Strauss (1864-1949): Daphne (Semyon Bychkov, Renée Flemming)
- Gustav Mahler (1860-1911): Symphonie 9 (Jukka-Pekka Saraste)
- Ígor Stravinski (1882-1971): L'oiseau de feu (Jukka-Pekka Saraste)